# Leioproctus alloeopus
Leioproctus alloeopus is een vliesvleugelig insect uit de familie Colletidae. De wetenschappelijke naam van de soort is voor het eerst geldig gepubliceerd in 1991 door Maynard.